# Frogner

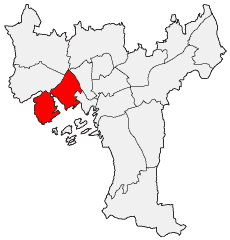

Frogner es un distrito de Oslo, Noruega. Además del Frogner tradicional, el distrito incorpora actualmente los barrios de Bygdøy, Uranienborg y Majorstuen. El área formó parte de Oslo en 1878, cuando la ciudad se llamaba Christiania. El distrito lleva el nombre de Frogner Manor, un edificio espléndido del siglo XVIII que ahora alberga el Museo de la Ciudad de Oslo. También están en el distrito el museo de barcos vikingos y el Museo Kon-tiki. El Parque Frogner, situado en la misma finca, incluye el famoso Parque de Esculturas de Vigeland. La mayor parte de Frogner consta de casas construidas alrededor de 1900; entonces fue planteada como la parte de la ciudad para los ricos, una condición que ha mantenido desde entonces. Es uno de los distritos más caros de Oslo, debido a su localización en la zona centro de la ciudad, a la proximidad a los parques y al mar y a su bonita arquitectura. En la zona se encuentran varias embajadas.
El distrito está formado por los siguientes barrios:
- Bygdøy
- Frogner
- Majorstuen
- Uranienborg